# 849 Ara
Ara (asteróide 849) é um asteróide da cintura principal com um diâmetro de 61,82 quilómetros, a 2,5384826 UA. Possui uma excentricidade de 0,1953547 e um período orbital de 2 046,67 dias (5,61 anos).
Ara tem uma velocidade orbital média de 16,76902753 km/s e uma inclinação de 19,48619º.
Esse asteróide foi descoberto em 9 de Fevereiro de 1912 por Sergei Belyavsky.